# Патті Фендік
Патті Фендік (англ. Patty Fendick; нар. 31 березня 1965) — колишня американська тенісистка.
Найвищу одиночну позицію рейтингу WTA — ранг 19 досягнула 27 березня 1989, парну — ранг 4 — 3 липня 1989.
Завершила кар'єру 1995 року.

## Фінали турнірів Великого шолома

### Парний розряд: 5 (1 титул, 4 поразки)
| Результат | Рік  | Championship                           | Покриття | Партнер            | Опоненти                        | Рахунок            |
| Поразка   | 1988 | Відкритий чемпіонат США з тенісу       | Тверде   | Джилл Гетерінгтон  | Джиджі Фернандес Робін Вайт     | 6–4, 6–1           |
| Поразка   | 1989 | Відкритий чемпіонат Австралії з тенісу | Тверде   | Jill Hetherington  | Мартіна Навратілова Пем Шрайвер | 3–6, 6–3, 6–2      |
| Поразка   | 1990 | Australian Open                        | Тверде   | Мері Джо Фернандес | Яна Новотна Гелена Сукова       | 7–6(7–5), 7–6(8–6) |
| Перемога  | 1991 | Australian Open                        | Тверде   | Мері Джо Фернандес | Джиджі Фернандес Яна Новотна    | 7–6(7–4), 6–1      |
| Поразка   | 1994 | Australian Open                        | Тверде   | Мередіт Макґрат    | Джиджі Фернандес Наташа Звєрєва | 6–3, 4–6, 6–4      |

## Фінали турнірів WTA

### Парний розряд: 40 (24–16)
| Результат | W/L   | Дата     | Турнір                                 | Покриття   | Партнер                 | Опоненти                                 | Рахунок          |
| --------- | ----- | -------- | -------------------------------------- | ---------- | ----------------------- | ---------------------------------------- | ---------------- |
| Перемога  | 1–0   | Січ 1988 | Окленд, Нова Зеландія                  | Тверде     | Джилл Гетерінгтон       | Кеммі Макгрегор Синтія Макгрегор         | 6–2, 6–1         |
| Перемога  | 2–0   | Лют 1988 | Wellington, Нова Зеландія              | Тверде     | Джилл Гетерінгтон       | Белінда Кордвелл Джулі Річардсон         | 6–3, 6–3         |
| Перемога  | 3–0   | Кві 1988 | Taipei, Тайвань                        | Килим (i)  | Енн Генрікссон          | Белінда Кордвелл Джулі Річардсон         | 6–2, 2–6, 6–2    |
| Поразка   | 2–1   | Лип 1988 | Berkeley, U.S.                         | Тверде     | Джилл Гетерінгтон       | Ронні Рейс Ліз Грегорі                   | 3–6, 4–6         |
| Перемога  | 3–1   | Сер 1988 | Сан-Дієго, U.S.                        | Тверде     | Джилл Гетерінгтон       | Бетсі Нагелсен Діанне Ван Ренсбург       | 7–6(10), 6–4     |
| Перемога  | 4–1   | Сер 1988 | Лос-Анджелес, U.S.                     | Тверде     | Джилл Гетерінгтон       | Джиджі Фернандес Робін Вайт              | 7–6(2), 5–7, 6–4 |
| Поразка   | 4–2   | Сер 1988 | Відкритий чемпіонат США з тенісу       | Тверде     | Джилл Гетерінгтон       | Джиджі Фернандес Робін Вайт              | 4–6, 1–6         |
| Перемога  | 5–2   | Жов 1988 | Puerto Rico, U.S.                      | Тверде     | Джилл Гетерінгтон       | Джиджі Фернандес Робін Вайт              | 6–4, 6–2         |
| Поразка   | 5–3   | Січ 1989 | Brisbane, Австралія                    | Тверде     | Джилл Гетерінгтон       | Яна Новотна Гелена Сукова                | 7–6(4), 1–6, 2–6 |
| Поразка   | 5–4   | Січ 1989 | Відкритий чемпіонат Австралії з тенісу | Тверде     | Джилл Гетерінгтон       | Мартіна Навратілова Пем Шрайвер          | 6–3, 3–6, 2–6    |
| Перемога  | 6–4   | Лют 1989 | Auckland, Нова Зеландія                | Тверде     | Джилл Гетерінгтон       | Елізабет Смайлі Дженін Томпсон           | 6–4, 6–4         |
| Перемога  | 7–4   | Лют 1989 | Silicon Valley Classic, U.S.           | Килим (i)  | Джилл Гетерінгтон       | Лариса Савченко-Нейланд Наташа Звєрєва   | 7–5, 3–6, 6–2    |
| Поразка   | 7–5   | Лют 1989 | Нью-Гейвен, U.S.                       | Тверде     | Джилл Гетерінгтон       | Катріна Адамс Пем Шрайвер                | 6–3, 1–6, 4–6    |
| Поразка   | 7–6   | Січ 1990 | Australian Open                        | Тверде     | Мері Джо Фернандес      | Яна Новотна Гелена Сукова                | 6–7(5), 6–7(3)   |
| Поразка   | 7–7   | Чер 1990 | Eastbourne, UK                         | Трава      | Зіна Гаррісон           | Larisa Savchenko-Neiland Наталія Звєрєва | 4–6, 3–6         |
| Перемога  | 8–7   | Сер 1990 | Сан-Дієго, U.S.                        | Тверде     | Зіна Гаррісон           | Еліз Берджін Розалін Феербенк            | 6–4, 7–6(5)      |
| Перемога  | 9–7   | Лис 1990 | Сан-Хосе, U.S.                         | Тверде     | Мередіт Макґрат         | Катріна Адамс Джилл Гетерінгтон          | 6–1, 6–1         |
| Перемога  | 10–7  | Січ 1991 | Australian Open                        | Тверде     | Мері Джо Фернандес      | Джиджі Фернандес Яна Новотна             | 7–6(4), 6–1      |
| Перемога  | 11–7  | Січ 1991 | Окленд, Нова Зеландія                  | Тверде     | Лариса Савченко-Нейланд | Джо-Анн Фолл Джулі Річардсон             | 6–3, 6–3         |
| Перемога  | 12–7  | Бер 1991 | San Jose, U.S.                         | Тверде     | Моніка Селеш            | Джилл Гетерінгтон Кеті Ріналді           | 7–6(2), 6–2      |
| Поразка   | 12–8  | Кві 1991 | Houston, U.S.                          | Ґрунт      | Мері Джо Фернандес      | Джилл Гетерінгтон Кеті Ріналді           | 1–6, 6–2, 1–6    |
| Перемога  | 13–8  | Лис 1991 | Окленд, U.S.                           | Килим      | Джиджі Фернандес        | Мартіна Навратілова Пем Шрайвер          | 6–4, 7–5         |
| Перемога  | 14–8  | Лис 1991 | Indianapolis, U.S.                     | Тверде     | Джиджі Фернандес        | Катріна Адамс Мерседес Пас               | 6–4, 6–2         |
| Поразка   | 14–9  | Бер 1992 | Connecticut Open                       | Тверде     | Андреа Стрнадова        | Мартіна Навратілова Пем Шрайвер          | 6–3, 2–6, 6–7    |
| Перемога  | 15–9  | Кві 1992 | Houston, US                            | Ґрунт      | Джиджі Фернандес        | Джилл Гетерінгтон Кеті Ріналді           | 7–5, 6–4         |
| Перемога  | 16–9  | Тра 1992 | Страсбург, Франція                     | Ґрунт      | Андреа Стрнадова        | Лорі Макніл Мерседес Пас                 | 6–3, 6–4         |
| Поразка   | 16–10 | Жов 1992 | Лейпціг, Німеччина                     | Килим (i)  | Андреа Стрнадова        | Лариса Савченко-Нейланд Яна Новотна      | 5–7, 6–7         |
| Перемога  | 17–10 | Лют 1993 | U.S. National Indoor Championships     | Тверде (i) | Зіна Гаррісон           | Катріна Адамс Манон Боллеграф            | 6–3, 6–2         |
| Поразка   | 17–11 | Кві 1993 | Паттая, Таїланд                        | Тверде     | Мередіт Макґрат         | Кеммі Макгрегор Катрін Сюїр              | 3–6, 6–7         |
| Перемога  | 18–11 | Кві 1993 | Commonwealth Bank Tennis Classic       | Тверде     | Мередіт Макґрат         | Ніколь Арендт Крістін Кунс               | 6–4, 7–6         |
| Поразка   | 18–12 | Жов 1993 | Porsche Tennis Grand Prix, Німеччина   | Килим (i)  | Мартіна Навратілова     | Джиджі Фернандес Наташа Звєрєва          | 6–7, 4–6         |
| Перемога  | 19–12 | Лис 1993 | San Jose, U.S.                         | Килим (i)  | Мередіт Макґрат         | Аманда Кетцер Інес Горрочатегі           | 6–2, 6–0         |
| Перемога  | 20–12 | Січ 1994 | Сідней, Австралія                      | Тверде     | Мередіт Макґрат         | Яна Новотна Аранча Санчес Вікаріо        | 6–2, 6–3         |
| Поразка   | 20–13 | Січ 1994 | Australian Open                        | Тверде     | Мередіт Макґрат         | Джиджі Фернандес Наталія Звєрєва         | 3–6, 6–4, 4–6    |
| Перемога  | 21–13 | Лют 1994 | National Indoors, U.S.                 | Тверде (i) | Мередіт Макґрат         | Катріна Адамс Манон Боллеграф            | 7–6, 6–2         |
| Поразка   | 21–14 | Бер 1994 | Кі-Біскейн, U.S.                       | Тверде     | Мередіт Макґрат         | Джиджі Фернандес Наталія Звєрєва         | 3–6, 1–6         |
| Перемога  | 22–14 | Кві 1994 | Pattaya Open, Таїланд                  | Тверде     | Мередіт Макґрат         | Басукі Яюк Міягі Нана                    | 7–6, 3–6, 6–3    |
| Перемога  | 23–14 | Кві 1994 | Singapore                              | Тверде     | Мередіт Макґрат         | Ніколь Арендт Крістін Кунс               | 6–4, 6–1         |
| Перемога  | 24–14 | Жов 1994 | Leipzig, Німеччина                     | Килим (i)  | Мередіт Макґрат         | Манон Боллеграф Larisa Savchenko         | 6–4, 6–4         |
| Поразка   | 24–15 | Жов 1994 | Zurich Open, Швейцарія                 | Килим (i)  | Мередіт Макґрат         | Манон Боллеграф Мартіна Навратілова      | 6–7, 1–6         |
| Поразка   | 24–16 | Січ 1995 | Sydney, Австралія                      | Тверде     | Мері Джо Фернандес      | Ліндсі Девенпорт Яна Новотна             | 5–7, 6–2, 4–6    |